# Robert Layton (homme politique)
Pour les articles homonymes, voir Robert Layton et Layton.
Robert (Bob) E.J. Layton (25 décembre 1925-9 mai 2002) fut un ingénieur et homme politique fédéral du Québec.

## Biographie
Né à Montréal, Bob Layton est diplômé de l'Université McGill en 1947. Il travailla comme consultant en ingénierie dans la région de Montréal avant d'entamer une carrière en politique fédérale. Élu député progressiste-conservateur dans la circonscription de Lachine lors des élections de 1984, il devint ministre d'État aux Mines de 1984 à 1986. Réélu dans Lachine—Lac-Saint-Louis en 1988, il devient président du caucus progressiste-conservateur de 1988 à leur défaite en 1993, élection à laquelle il ne se porta pas candidat.
Il épouse Doris Elizabeth Steeves, petite-nièce du père de la confédération William Henry Steeves. Son père Gilbert Layton a été un député de l'Union nationale à l'Assemblée nationale du Québec et son fils Jack Layton a été député et chef du Nouveau Parti démocratique au niveau fédéral.
Il est mort dans la même ville à l'âge de 76 ans.